# Spilogona brevicornis
Spilogona brevicornis är en tvåvingeart som först beskrevs av Malloch 1917.  Spilogona brevicornis ingår i släktet Spilogona och familjen husflugor. Inga underarter finns listade i Catalogue of Life.